# Zapis na sąd polubowny
Zapis na sąd polubowny (ang. arbitration agreement, arbitration clause) – umowa o poddanie sporu pod rozstrzygnięcie sądu polubownego. Powinna być sporządzona na piśmie i podpisana przez obydwie strony. W zapisie należy dokładnie oznaczyć przedmiot sporu albo stosunek prawny, z którego wynikł lub może wyniknąć.
Celem zapisu jest wyłączenie w określonych granicach jurysdykcji sądu państwowego i poddanie orzecznictwu sądu arbitrażowego określonych spraw spornych między stronami. Jako czynność zasadniczo dwustronna i odrębna od umowy podstawowej (określenie „zapis” jest charakterystyczne wyłącznie dla ustawodawstwa polskiego) wymaga wedle polskiego prawa pisemnej umowy stron. W razie niezachowania formy zapis jest uznawany za bezskuteczny (nieważny). Powinien być jednoznaczny, bowiem wyklucza się wnioskowanie o „zapisie” w sposób dorozumiany, a także uzupełnienie jego treści dowodem ze świadków. Zapis na sąd polubowny można zawrzeć także w umowie ramowej.
Sporny jest charakter prawny zapisu na sąd polubowny. Według dominującego zapatrywania zapis na sąd polubowny wywiera zarówno skutki procesowe, jak i materialnoprawne i można do niego stosować w zakresie nieuregulowanym przepisy prawa cywilnego materialnego odnoszące się do czynności prawnych i zobowiązań umownych. Zapis odnoszący się do sporu już zaistniałego nazywa się tradycyjnie zapisem "na kompromis", natomiast dotyczący przyszłych sporów z oznaczonego stosunku - „klauzulą arbitrażową".